# Callistochiton palmulatus
Callistochiton palmulatus är en blötdjursart som beskrevs av Dall 1879. Callistochiton palmulatus ingår i släktet Callistochiton och familjen Ischnochitonidae. Inga underarter finns listade i Catalogue of Life.